# Amsterdam (песня Van Halen)
«Amsterdam» (с англ. — «Амстердам») — сорок четвёртый в общем и четвёртый с альбома Balance сингл хард-рок группы Van Halen, выпущенный в июне 1995 года на лейбле Warner Bros.

## О сингле
Он был выпущен как сингл на «мейнстрим-рок-радио» и достиг девятого места в чарте Billboard Hot Mainstream Rock Tracks летом 1995 года.
Согласно интервью 1995 года на голландском радио, песня основана на туристическом впечатлении Сэмми Хагара об Амстердаме, таком как свобода, которую он чувствовал в этом городе.
По словам «Everybody Wants Some: The Van Halen Saga», Эдди и Алекс Ван Хален не любили текст песни, чувствуя, что песня оказала медвежью услугу одному из крупных городов их страны происхождения. Сэмми, однако, не сдвинулся с места, поскольку речь шла о его туристическом впечатлении от воспоминаний о родине семьи Ван Халенов.
Музыкальное видео было снято для «Amsterdam» в январе 1995 года во время их рекламного тура в Амстердаме, Нидерланды. После того, как последние штрихи были завершены в апреле, Warner Bros. отправила видео на MTV, который отправил его обратно из-за ссылок песни на марихуану, в частности лирику: "Забей мне немного Панамского Красного, да.- («Score me some Panama Red, yeah.»). Они изменили текст клипа для эфира, но MTV все равно отказалось его воспроизводить. Измененное видео в конечном итоге вышло в эфир на MuchMusic в Канаде.

## Список композиций
CD Англия
| №  | Название                        | Длительность |
| -- | ------------------------------- | ------------ |
| 1. | «Amsterdam»                     | 4:45         |
| 2. | «Runaround» (Live)              | 5:21         |
| 3. | «Finish What Ya Started» (Live) | 5:50         |
| 4. | «Love Walks In» (Live)          | 5:14         |

CD США
| №  | Название                        | Длительность |
| -- | ------------------------------- | ------------ |
| 1. | «Amsterdam»                     | 4:45         |
| 2. | «Runaround» (Live)              | 5:21         |
| 3. | «Finish What Ya Started» (Live) | 5:50         |
| 4. | «When It’s Love» (Live)         | 5:22         |

## Участники записи
- Сэмми Хагар — вокал
- Эдди Ван Хален — электрогитара, бэк-вокал
- Майкл Энтони — бас-гитара, бэк-вокал
- Алекс Ван Хален — ударные